# AK Rijeka
Auto klub Rijeka, hrvatski automobilistički klub iz Rijeke. Osnovan je 1946. godine. Organizirao je Riječki ženski rally od 1971. do 1999. godine. Uspješni članovi kluba su Ivan Pavlović, državni prvak u vožnji na kronometar, Dejan Kopajtić, Marijan (Mario) Kosić,Daniel Bezjak i dr.

## Vanjske poveznice
- AK Rijeka
- Facebook AK Rijeka
- Racing.hr  Arhivirana inačica izvorne stranice od 9. studenoga 2019. (Wayback Machine)